# Єгипетська геометрія

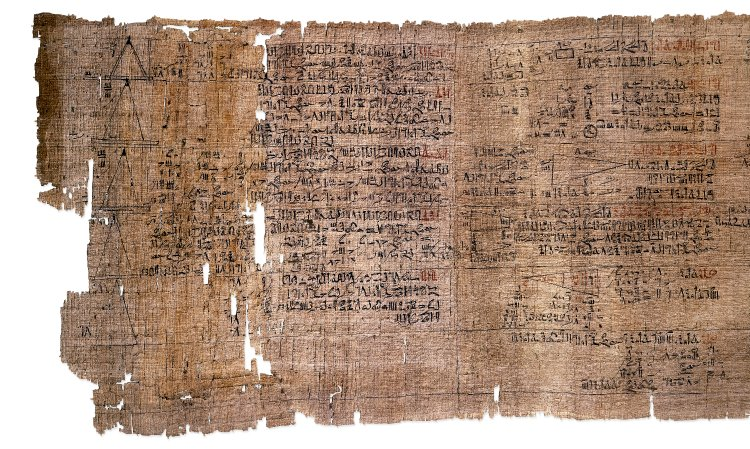
Математичний папірус Райнда

Єгипетська геометрія відноситься до геометрії, яка була розроблена і використовувалася в Стародавньому Єгипті. Їхня геометрія була прямим результатом геодезії, яка використовувалася для підтримки розмежування та власності на сільськогосподарські землі, які щорічно затоплювались річкою Ніл.
Із стародавнього Єгипту до нас дійшла лише обмежена кількість задач, пов'язаних із геометрією. Геометричні задачі зустрічаються як у московському математичному папірусі (ММП), так і в математичному папірусі Райнда (МПР). Ці приклади демонструють, що стародавні єгиптяни вміли обчислювати площі кількох геометричних фігур, об'єми циліндрів і пірамід.

## Площа
Стародавні єгиптяни описували свої задачі в кількох частинах. Вони давали назву та дані для конкретної задачі, у деяких текстах вони показували, як розв'язати задачу, а на останньому кроці перевіряли коректність розв'язку задачі. Писарі не використовували жодних змінних, а задачі записували у прозовій формі. Рішення були написані поетапно, з описом процесу.

Використання єгипетських одиниць вимірювання довжини засвідчено в період раннього царства. Палермський камінь, хоча й відноситься до 5-ї династії, зафіксував рівень річки Ніл під час правління фараона раннього царства Джера, як 6 ліктів і 1 долоня (приблизно 3,217 м). Діаграма часів третьої династії показує, як побудувати кругле склепіння, використовуючи розміри тіла вздовж дуги. Якщо площа квадрата дорівнює 434 одиниці, площа кола дорівнює 433,7 одиниці.
Остракон із зображенням цієї діаграми був знайдений біля східчастої піраміди в Саккарі. Криву поділено на п'ять частин, а висоту кривої вказано в ліктях, долонях і цифрах у кожній із секцій.
У якийсь момент довжина була стандартизована ліктьовими стрижнями. Приклади були знайдені в гробницях чиновників, де вказані довжини до ременів. Царські лікті використовували для вимірювання землі, наприклад доріг і полів. Чотирнадцять стрижнів, у тому числі один дволіктьовий, були описані та порівняні Лепсіусом. Відомі два приклади з гробниці Мая, скарбника Тутанхамона в Саккарі.
Інший приклад було знайдено у гробниці Кха (TT8) у Фівах. Ці «лікті» мають 52,5 см (20,7 дюйм) у довжину і поділяються на «долоні» та «кисті»: кожна долоня ділиться на чотири «пальці» зліва направо, а «пальці» далі поділяються на «ро» справа наліво. Стрижні також поділяються на «кисті» так що, наприклад, одна «ступня» вказується як три «кисті» та п'ятнадцять «пальців», а також як чотири «долоні» та шістнадцять «пальців».

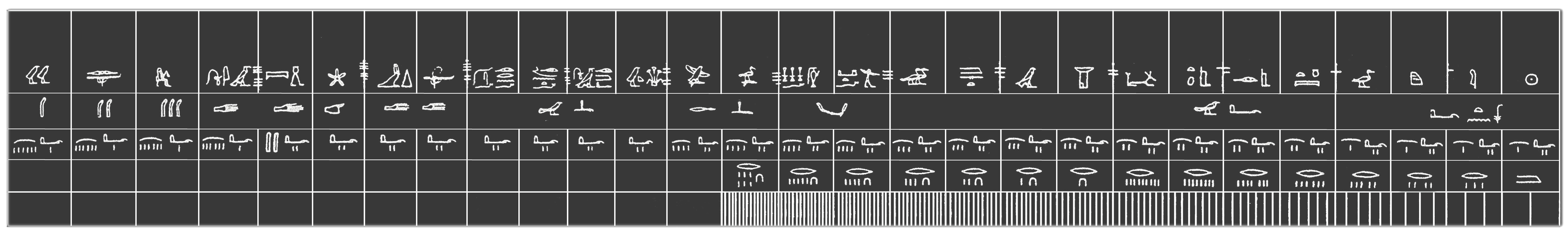
Ліктьовий стрижень з Туринського музею.

Зйомки та вимірювання під час подорожі проводилися за допомогою стрижнів, жердин і зв'язаних мотузок. Сцена в гробниці Менни у Фівах показує, як геодезисти вимірюють ділянку землі за допомогою мотузки з вузлами, зав'язаними через рівні інтервали. Подібні сцени можна знайти в гробницях Аменхотепа-Сесі, Хаемхата та Джесеркаресенеба. Кулі мотузки також зображені на статуях чиновників Нового Царства, таких як Сененмут, Аменемхет-Сурер і Пенанхор.
| Об'єкт       | Джерело                                                            | Формула (в сучасних нотаціях) |
| ------------ | ------------------------------------------------------------------ | --- |
| трикутник    | Задача 51 у МПР та задачі 4, 7 та 17 у ММП                         | {\displaystyle A={\frac {1}{2}}bh} b — основа, h — висота |
| прямокутники | Задача 49 у МПР, задача 6 у ММП та задача 1 у папірусі Лахуна LV.4 | {\displaystyle A=bh} b — основа, h — висота |
| коло         | Задача 51 у МПР та задачі 4, 7 та 17 у ММП                         | {\displaystyle A={\frac {1}{4}}\left({\frac {256}{81}}\right)d^{2}} d — діаметр. Тут використовується значення 256/81 = 3,16049… для {\displaystyle \pi =3,14159...} |
| півкуля      | Задача 10 в ММП                                                    | |

Трикутники:
Стародавні єгиптяни знали, що площа трикутника дорівнює {\displaystyle A={\frac {1}{2}}bh}, де b = основа і h = висота. Обчислення площі трикутника з'являються як у МПР, так і в ММП.
Прямокутники:
В задачі 49 з МПР потрібно знайти площу прямокутної ділянки землі. В задачі 6 з ММП потрібно знайти довжини сторін прямокутної ділянки за відношенням довжин сторін. Ця задача здається ідентичною задачі із математичних папірусів Лахуна в Лондоні. Задача також демонструє, що єгиптяни були обізнані з квадратним коренем. У них навіть був спеціальний ієрогліф для знаходження квадратного кореня. Він має вигляд кута і з'являється в п'ятому рядку задачі. Вчені підозрюють, що єгиптяни мали таблиці квадратного кореня деяких загальновживаних чисел. Однак таких таблиць не було знайдено. Задача 18 з ММП обчислює площу шматка тканини для шиття одягу.
Задача 1 папірусу Лахуна в LV.4 подається так: Площа розміром 40 царських ліктів на 3 царських ліктів повинна бути поділена на 10 частин, кожна з яких повинна мати ширину 1/2 1/4 їхньої довжини. Переклад задачі та її розв'язання у вигляді фрагмента наведено на веб-сайті, який підтримується Університетським коледжем Лондона.
Кола:

У задачі 48 з МПР порівнюється площа кола (апроксимованого восьмикутником) і описаного навколо нього квадрата. Результат цієї задачі використано у задачі 50.
{\displaystyle 9^{2}-4{\frac {1}{2}}(3)(3)=63} Далі ми замінюємо 63 приблизним значенням 64 і зауважуємо, що {\displaystyle 64=8^{2}}
Те, що ця восьмикутна фігура, площу якої легко обчислити, досить точно дорівнює площі кола, є просто збігом. Отримати краще наближення до площі за допомогою дрібніших ділень квадрата та подібних міркувань непросто.
В задачі 50 з МПР потрібно знайти площу круглого поля діаметром 9 шнурів. Ця задача вирішується за допомогою наближення, яке апроксімує площу кола діаметром 9 з площею квадрата зі стороною 8. В задачі 52 потрібно знайти площу трапеції з (очевидно) однаково похилими сторонами. Довжини паралельних сторін і відстань між ними — задані числа.
Півкуля:
Задача 10 ММП обчислює площу півкулі.

## Об'єми

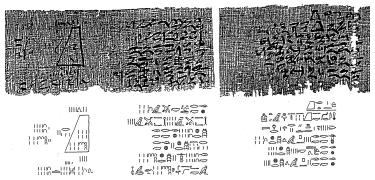
Зображення задачі 14 з московського математичного папірусу. У задачі міститься схема із зазначенням розмірів усіченої піраміди.

Кілька задач обчислюють об'єм циліндричних зерносховищ (41, 42 і 43 з МПР), тоді як в задачі 60 з МПР, ймовірно, мова іде про стовп або конус замість піраміди. Це досить маленький і крутий об'єкт, із секедом (нахилом) у чотири «долоні» (на «лікоть»).
Задача, яка описана в розділі IV.3 математичних папірусів Лахуна, обчислює об'єм зерносховища з круглою основою. Подібну задачу та процедуру можна знайти в папірусі Райнда (задача 43). Кілька задач у московському математичному папірусі (задача 14) і в математичному папірусі Райнда (задачі 44, 45, 46) обчислюють об'єм прямокутного зерносховища.
Задача 14 з московського математичного папірусу обчислює об'єм усіченої піраміди.
| Об'єкт                   | Джерело                     | Формула (в сучасних нотаціях)                                                                |
| ------------------------ | --------------------------- | -------------------------------------------------------------------------------------------- |
| Циліндричні зерносховища | МПР 41                      | {\displaystyle V={\frac {256}{81}}r^{2}\ h} вимірюється в кубічних ліктях                    |
| Циліндричні зерносховища | МПР 42, папірус Лахуна IV.3 | {\displaystyle V={\frac {32}{27}}d^{2}\ h={\frac {128}{27}}r^{2}\ h} (вимірюється в мішках). |
| Прямокутні зерносховища  | МПР 44-46 і ММП 14          | {\displaystyle V=w\ l\ h} w = ширина, l = довжина, h = висота                                |
| Усічена піраміда         | ММП 14                      | {\displaystyle V={\frac {1}{3}}(a^{2}+ab+b^{2})h}                                            |

## Секед
Задача 56 з МПР вказує на розуміння єгиптянами ідеї геометричної подібності. У цій задачі обговорюється співвідношення довжини/висоти, також відоме як секед. Така формула була б необхідна для побудови пірамід. У наступній задачі (57) висота піраміди обчислюється за довжиною основи та секедом (нахил в Стародавньому Єгипті), тоді як у задачі 58 задано довжину основи та висоту, і ці величини використовуються для обчислення секеда.

В першій частині задачі 59 обчислюється секед, тоді як друга частина може бути обчисленням для перевірки відповіді: Якщо ви будуєте піраміду зі стороною основи 12 [ліктів] і з секедом, що складається з 5 долонь і 1 пальця; яка буде його висота?